# 安东·卡莱尼克
安东·卡莱尼克（羅馬尼亞語：Anton Calenic，1943年2月1日—），罗马尼亚男子皮划艇运动员。他曾代表罗马尼亚参加1968年夏季奥林匹克运动会皮划艇比赛，获得男子四人皮艇1000米银牌。